# Isoetes hystrix
Isoetes hystrix là một loài dương xỉ trong họ Isoetaceae. Loài này được Bory & Durieu mô tả khoa học đầu tiên.
Danh pháp khoa học của loài này chưa được làm sáng tỏ. 